# Alaili Dadda
Alaili Dadda – miasto w Dżibuti w regionie Obock, na północy kraju. Liczy około 1 456 mieszkańców.